# Iduna (tijdschrift)
Iduna was het eerste Friestalige literaire tijdschrift. Het werd in 1845 opgericht door Harmen Sytstra en was vanaf 1851 het eigen blad van het Selskip foar Fryske Tael en Skriftekennisse. Iduna werd in 1871 omgedoopt tot Forjit my net.

## Geschiedenis
Iduna werd, eerst als eenmanstijdschrift, in 1845 opgericht door Harmen Sytstra (1817-1862). Sytstra, die kort daarvoor een overzicht van de "Noordsche godenleer" had gelezen, noemde het blad naar Iðunn, in de Noordse mythologie de bewaarster van de appels van de eeuwige jeugd en de godin van de dichtkunst. De oprichting van het blad kan worden gezien als het begin van de Friese Romantiek.
In Iduna werd een eigen, door Sytstra bedachte Friese spelling gebruikt. Als voorbeeld daarvan kan een citaat uit 1845 van hem dienen, waarin hij zijn spelling verdedigt: "Mei ynachtniming, ho da Friesen oannath Hollondsk forwend benne, end mei th' each oppa biscawing end foarútgong der tael, matte da scriûers, sa fulle dwaenlik, ynnath ald-Frysk self da wetten foar hiar spelling siikje." ("In aanmerking genomen hoezeer de Friezen zijn aangestoken door het Hollands en met het oog op de beschaving en de vooruitgang van de taal moeten de schrijvers zo veel mogelijk de spellingswetten op het oud-Fries zelf baseren.") Op Sytstra's spelling kwam overigens veel kritiek, omdat ze niet wortelde in de realiteit en Friezen de lust zou benemen om in hun eigen taal te lezen.
Naast uit de volksmond opgetekende vertellingen en vertaalde sprookjes verschenen in Iduna in eerste instantie vooral gedichten en beschouwingen van Sytstra zelf. In 1851 werd Iduna het orgaan van het (door Sytstra mede-opgerichte) Selskip foar Fryske Taal en Skriftekennisse, maar Sytstra bleef tot aan zijn dood in 1862 hoofdredacteur. Hij werd opgevolgd door Gerben Piters Colmjon (1828-1884), onder wiens leiding het aanvankelijk romantische en nationalistische karakter van het tijdschrift gelijkmatiger van toon werd en Sytstra's eigenzinnige spelling werd losgelaten. In deze periode droeg onder de schuilnaam Gundebald ook Johan Winkler (1840-1916) in belangrijke mate aan het tijdschrift bij, met verhalen, historische schetsen en opstellen over taal en folklore.
Iduna werd in 1871 omgedoopt in Forjit my net ("Vergeet me niet"), onder welke naam het nog tot 1915 zou blijven voortbestaan.